# Gold (canción de Imagine Dragons)
«Gold» (en español: «Oro») es una canción de la banda estadounidense de Rock alternativo Imagine Dragons. Fue lanzada el 16 de diciembre de 2014 por medio de KIDinaKORNER e Interscope Records como el segundo sencillo del segundo álbum de estudio de la agrupación, «Smoke + Mirrors». Fue escrita por los intérpretes y el productor inglés Alex Da Kid.

## Composición y producción
Según la partitura publicada en musicnotes.com, la canción está escrita en clave de La menor, con un tempo moderado.

### Letra
Junto con «Hopeless Opus» y «I'm So Sorry» en «Smoke + Mirrors», la canción toca las luchas contra la depresión del vocalista Dan Reynolds.

### Grabación
Dan Reynolds dijo a Billboard que «Gold» era una de las últimas canciones que se grabaron para «Smoke + Mirrors»: «Llegué a casa de la gira con la cabeza dando vueltas y decidí huir un poco hacia la costa oeste y reflexionar/escribir sobre los últimos dos años». También comentó sobre cómo escuchar e interpretar la canción lo lleva al momento de escribir la canción en la playa.

## Uso en otros medios
FX usó la canción para promocionar su aplicación FX Now, y Discovery Channel hizo lo mismo para promocionar su estreno de la temporada 6 de Gold Rush. El remix de la canción, elaborado por Jorgen Odegard, apareció en la banda sonora del videojuego NBA 2K17.

## Lista de sencillos
| Gold: Descarga digital |        |                 |          |  |
| N.º                    | Título | Artista(s)      | Duración |  |
| 1.                     | «Gold» | Imagine Dragons | 3:36     |  |

## Créditos
Adaptado del booklet de «Smoke + Mirrors».
Gold
- Interpretado por Imagine Dragons.
- Escrito por Dan Reynolds, Wayne Sermon, Ben McKee, Daniel Platzman y Alex Da Kid para KIDinaKORNER.
- Producido por Alex Da Kid para KIDinaKORNER.
- Publicado por KIDinaKORNER / Universal, Songs of Universal, Inc. (BMI) o/b/o Alexander Grant.
- Grabado por Robert Root en “Ragged Insomnia Studio”.
- Mezclado por Manny Marroquin en “Larrabee Studios”, asistido por Chris Galland e Ike Schultz.
- Masterizado por Joe LaPorta en “Sterling Sound”.

℗ 2015 KIDinaKORNER/Interscope Records
Imagine Dragons
- Dan Reynolds: Voz.
- Wayne Sermon: Guitarra.
- Ben McKee: Bajo.
- Daniel Platzman: Batería.

## Listas

### Semanales
| País           | Lista                    | Mejor posición |
| 2015           | 2015                     | 2015           |
| -------------- | ------------------------ | -------------- |
| Estados Unidos | Billboard Hot Rock Songs | 12             |

### Anuales
| País           | Lista                    | Mejor posición |
| 2015           | 2015                     | 2015           |
| -------------- | ------------------------ | -------------- |
| Estados Unidos | Billboard Hot Rock Songs | 89             |

## Certificaciones
| País (Organismo certificador) | Certificaciones | Ventas certificadas | Ref.   |
| ----------------------------- | --------------- | ------------------- | ------ |
| Estados Unidos (RIAA)         | Oro             | 500 000             | [ 10 ] |